# London Chess Classic 2009
El London Chess Classic 2009 va ser un torneig d'escacs que va tenir lloc a Londres entre el 8 i el 15 de desembre de 2009.
L'edició inaugural del 2009 es va advertir com "el torneig de Londres de més alt nivell des de fa 25 anys", referint-se al torneig Phillips & Drew Kings que tingué lloc el 1984. Aquesta edició va coincidir amb la Copa del Món d'escacs de 2009.
El conjunt dels vuit Grans Mestres inclou quatre dels millos jugadors anglesos, i quatre jugadors internacionals, amb qui var ser campió del món Vladímir Kràmnik, més el futur campió mundial i número u en el ranking mundial, Magnus Carlsen. El torneig tenia la categoria FIDE 18, i tenia una bossa de premis de 100.000 Euros inclòs el premi a la millor partida del dia i un premi a l'excel·lència de 10.000 Euros per la partida milor votada del torneig. Les partides es donaven en directe per unes quates webs, com Playchess i l'Internet Chess Club (amb comenaris en viu d'experts donats per Chess.FM), entre d'altres.
La característica més gran del torneig era el fet de fer servir diferent sistema de puntuació, a vegades referida com a les "regles de Bilbao"; el jugador guanya tres punts per victòria, un per les taules i per les partides perdudes. Les "regles de Sofia" també varen ser aplicades, on els jugadors no podien fer taules per mutu acord sense el permís de l'àrbitre, només es podien donar quan no hi havia cap més opció per continuar en la posició en què es trobi la partida. Amb l'incentiu de premiar la millor partida, la intenció era maximitzar el potencial de les partides entretingudes i decisives. Hi va haver 17 taules i 11 partides decisives.
El torneig va ser guanyat per Magnus Carlsen, una victòria que significà esdevenir el número u del món a la llista del ranking de la FIDE del gener del 2010. El segon lloc fou per Vladímir Kràmnik, el tercer per David Howell, enpatat amb Michael Adams. La donació de premis tingué lloc al Simpson's-in-the-Strand, on Carlsen va rebre un trofeu i un xec pel premi (25.000 Euros). Un trofeu i 10.000 Euros del premi a l'excelència va ser atorgat a Luke McShane per la seva victòria a la cinquena ronda contra Hikaru Nakamura. Els organitzadors varen anunciar que hi hauria un altre torneig a Londres el 2010.
L'organitzador i director del torneig va ser el Mestre Internacional d'escacs Malcolm Pein, entrenador del London Chess Centre i editor executiu de CHESS magazine. L'organitzador del festival va ser Adam Raoof, organitzador FIDE i àrbitre. L'invitat d'honor va ser Víktor Kortxnoi. La ceremonia inaugural va ser fet a càrrec de Evan Harris, MP. Els patrocinadors del torneig varen ser Chessbase i Internet Chess Club entre d'altres. El principal esdeveniment públic que tingué lloc abans del torneig va ser una partida a cegues al London Eye entre Nigel Short i Luke McShane.
El torneig va ser seguit simultàniament per la web del London Chess Classic, i els servidors d'escacs ICC, FICS i Playchess, i també per Twitter.

## Participants
Els participants de la primera edició foren:
- Magnus Carlsen, número u en el rànking mundial
- Vladímir Kràmnik, ex campió mundial (2000–2007)
- Hikaru Nakamura, campió de l'Estat Units
- Nigel Short, ex finalista del campionat del món i número u anglès
- Michael Adams, ex finalista del campionat del món i número dos anglès
- Ni Hua, Gran Mestre i número u xinès
- Luke McShane, número tres anglès
- David Howell, campió britànic i número quatre anglès

## Classificació
|   | Jugador          | Elo  | 1 | 2 | 3 | 4 | 5 | 6 | 7 | 8 | Punts | Guanyades | Taules | Perdudes | Puntuació | Desempat              | TPR  |
| - | ---------------- | ---- | - | - | - | - | - | - | - | - | ----- | --------- | ------ | -------- | --------- | --------------------- | ---- |
| 1 | Magnus Carlsen   | 2801 | X | 1 | ½ | ½ | 1 | 1 | ½ | ½ | 5     | 3         | 4      | 0        | 13        |                       | 2839 |
| 2 | Vladímir Kràmnik | 2772 | 0 | X | ½ | ½ | 1 | 1 | ½ | 1 | 4½    | 3         | 3      | 1        | 12        |                       | 2787 |
| 3 | David Howell     | 2597 | ½ | ½ | X | ½ | ½ | 1 | ½ | ½ | 4     | 1         | 6      | 0        | 9         | Victòria amb negres   | 2760 |
| 4 | Michael Adams    | 2698 | ½ | ½ | ½ | X | 1 | ½ | ½ | ½ | 4     | 1         | 6      | 0        | 9         | Victòria amb blanques | 2746 |
| 5 | Luke McShane     | 2615 | 0 | 0 | ½ | 0 | X | 0 | 1 | 1 | 2½    | 2         | 1      | 4        | 7         |                       | 2606 |
| 6 | Ni Hua           | 2665 | 0 | 0 | 0 | ½ | 1 | X | ½ | ½ | 2½    | 1         | 3      | 3        | 6         | Una partida guanyada  | 2599 |
| 7 | Hikaru Nakamura  | 2715 | ½ | ½ | ½ | ½ | 0 | ½ | X | ½ | 3     | 0         | 6      | 1        | 6         | Cap partida guanyada  | 2644 |
| 8 | Nigel Short      | 2707 | ½ | 0 | ½ | ½ | 0 | ½ | ½ | X | 2½    | 0         | 5      | 2        | 5         |                       | 2593 |

Nota: la columna dels 'Punts' mostra com el torneig va puntuar sota les regles convencionals i aquestes són les xifres utilitzades per a la determinació de la seva valoració.

## Activitats secundàries
Altres torneigs organitzats durant el transcurs del festival va incloure un torneig femení tancat a nou i un torneig internacional obert a nou rondes, els quals varen ser guanyats per Arianne Caoili d'Austràlia i Jon Ludvig Hammer de Noruega respectivament, els dos amb 8 punts.
Per altra banda, Korchnoi va donar dues simultànies durant el festival. Amb la finalitat per a recaptar diners per caritat, un tiquet per jugar-hi va arribar a ser subhastat a eBay per 410£.